# Léopold Legrand
Léopold Legrand est un réalisateur et scénariste français.

## Biographie
Après avoir étudié en Hypokhâgne et en Khâgne à Paris, il poursuit ses études aux États-Unis au sein de la Tisch School of the Arts de l'Université de New-York, où il apprend le montage, l'écriture et la mise en scène. De 2013 à 2018, il étudie à l'INSAS, Institut Supérieur des Arts du Spectacle, à Bruxelles.

## Filmographie

### Courts métrages
- 2016 : Angelika
- 2017 : Les yeux fermés
- 2018 : Mort aux codes

### Longs métrages
- 2022 : Le sixième enfant

## Distinctions

### Récompenses
- Festival International du film francophone de Namur 2016 : Prix du meilleur court-métrage pour Angelika[2]
- Poitiers Film Festival 2017 : Grand prix du jury pour Angelika[3]
- Prindie : Princeton Independent Film Festival 2019 : Best Short Film pour Mort aux codes[4]
- Festival international du court-métrage de Clermont-Ferrand 2019 : mention spéciale du jury pour Mort aux codes[5]
- Festival du film francophone d'Angoulême 2022 : Valois du public et Valois du scénario pour le sixième enfant[6]
- Festival du Film de Cabourg 2023 : Swann Gonzague Saint-Bris de la meilleure adaptation littéraire pour le Sixième enfant

### Nominations
- César 2023 : Meilleur premier film pour Le sixième enfant[7]